# Chris Walker (cestista)
Chris Walker (Bonifay, 22 dicembre 1994) è un cestista statunitense.